# Thủy Hà
Thủy Hà là một phường cũ từng thuộc thành phố Thủy Nguyên, thành phố Hải Phòng, Việt Nam.

## Địa lý
Phường Thủy Hà nằm ở phía nam thành phố Thủy Nguyên, có vị trí địa lý:
- Phía đông giáp phường Lập Lễ và phường Phạm Ngũ Lão
- Phía tây giáp phường An Lư và phường Hòa Bình
- Phía nam giáp quận Hải An và quận Ngô Quyền
- Phía bắc giáp xã Bạch Đằng.

Phường Thủy Hà có diện tích 23,10 km², dân số năm 2023 là 21.969 người, mật độ dân số đạt 951 người/km².

## Lịch sử
Trước năm 1945, địa bàn xã Thủy Triều thuộc tổng Kinh Triều, địa bàn xã Trung Hà thuộc làng Trung Mỹ, tổng Kinh Triều và làng Hà Tây, tổng Thủy Tú.
Sau năm 1945, thành lập xã Thủy Triều trên cơ sở làng Kinh Triều và làng Tuy Lạc.
Năm 1952, thành lập xã An Trung trên cơ sở 3 làng: Trung Hà, Hà Tây, An Lư. 
Tháng 10 năm 1956, chia xã An Trung thành xã Trung Hà (gồm có 2 làng: Trung Mỹ, Hà Tây) và xã An Lư.
Ngày 27 tháng 10 năm 1962, Quốc hội ban hành Nghị quyết về việc sáp nhập tỉnh Kiến An vào thành phố Hải Phòng. Khi đó, xã Thủy Triều và xã Trung Hà thuộc huyện Thủy Nguyên, thành phố Hải Phòng.
Ngày 20 tháng 7 năm 2022, HĐND TP. Hải Phòng ban hành Nghị quyết số 26/NQ-HĐND về việc:
- Sáp một phần của Thôn Tây và một phần của Thôn Giữa vào Thôn Đầm.
- Sáp nhập một phần của Thôn Giữa vào Thôn Đông.
- Sáp nhập một phần của Thôn Giữa và một phần của Thôn 1 vào một phần của Thôn Tây.
- Sáp nhập Thôn 2 vào một phần của Thôn 1.
- Sáp nhập Thôn 4 vào Thôn 3.
- Sáp nhập một phần của Thôn 7 vào Thôn 6.
- Giữ nguyên phần còn lại của Thôn 7.

Ngày 24 tháng 10 năm 2024, Ủy ban Thường vụ Quốc hội ban hành Nghị quyết số 1232/NQ-UBTVQH15 về việc sắp xếp đơn vị hành chính cấp huyện, cấp xã của thành phố Hải Phòng giai đoạn 2023 – 2025 (nghị quyết có hiệu lực từ ngày 1 tháng 1 năm 2025). Theo đó:
- Điều chỉnh 7,27 km² diện tích tự nhiên của phường Đông Hải 1 thuộc quận Hải An vào xã Thủy Triều thuộc huyện Thủy Nguyên.
- Sau khi điều chỉnh, xã Thủy Triều có 18,99 km² diện tích tự nhiên và quy mô dân số là 13.901 người.
- Thành lập phường Thủy Hà thuộc thành phố Thủy Nguyên trên cơ sở toàn bộ 4,11 km² diện tích tự nhiên, quy mô dân số là 8.068 người của xã Trung Hà và toàn bộ 18,99 km² diện tích tự nhiên, quy mô dân số là 13.901 người của xã Thủy Triều sau khi điều chỉnh.

Phường Thủy Hà thời điểm này có 23,10 km² diện tích tự nhiên và quy mô dân số là 21.969 người.
Ngày 16 tháng 6 năm 2025, Ủy ban Thường vụ Quốc hội ban hành nghị quyết sắp xếp đơn vị hành chính cấp xã của thành phố Hải Phòng năm 2025. Theo đó:
- Một phần diện tích tự nhiên, quy mô dân số của phường Thủy Hà được sắp xếp với toàn bộ diện tích tự nhiên, quy mô dân số của phường Dương Quan, phường Thủy Đường và một phần diện tích tự nhiên, quy mô dân số của các phường Hoa Động, An Lư thành phường mới có tên gọi là phường Thủy Nguyên.
- Phần còn lại của phường Thủy Hà được sắp xếp với toàn bộ diện tích tự nhiên, quy mô dân số của phường Hòa Bình và phần còn lại của phường An Lư thành phường mới có tên gọi là phường Hòa Bình.[2]